# Першаков, Виктор Сергеевич
Виктор Сергеевич Першаков (3 мая 1913 года, Надеждинск, Верхотурский уезд, Пермская губерния, РСФСР — 14 апреля 1973 года, Свердловск, СССР) — пулемётчик 24-го гвардейского Алленштейнского Краснознамённого ордена Суворова кавалерийского полка (5-я гвардейская Бессарабско-Танненбергская ордена Ленина Краснознамённая кавалерийская дивизия, 3-й гвардейский Гродненский Краснознаменный кавалерийский корпус, 2-й Белорусский фронт), гвардии рядовой. Полный кавалер ордена Славы. Был гримёром и парикмахером по специальности.

## Биография
Родился 3 мая 1913 года в рабочем посёлке Надеждинский Завод Верхотурского уезда Пермской губернии в семье рабочего.
В 1929 году закончил восемь классов Ирбитской школы детского дома. После школы работал гримёром в Ирбитском драматическом театре.
В 1931—1933 годах служил в Красной Армии. В июне 1941 года был мобилизован Комсомольским РВК Хабаровского края, а с 5 сентябре 1941 года на фронте. Был дважды ранен.
4 июля 1944 года наводчик противотанкового ружья (ПТР)24-го гвардейского Алленштейнского Краснознамённого ордена Суворова кавалерийского полка (5-я гвардейская Бессарабско-Танненбергская ордена Ленина Краснознамённая кавалерийская дивизия, 3-й гвардейский Гродненский Краснознаменный кавалерийский корпус, 2-й Белорусский фронт), в ходе Минской операции гвардии рядовой Першаков в бою за деревню Красное (Молодечненский район Минской области, Белоруссия) огнём из ПТР во время контратаки подбил немецкий танк, а за деревню Мозоли Молодечненского района уничтожил 2 огневые точки. За этот подвиг 14 июля 1944 года был награждён орденом Славы III степени приказом командира 5-й гвардейской дивизии № 12/н.
22 января 1945 года в ходе Млавско-Эльбингской операции в бою за город Алленштайн (ныне Ольштын, Польша), действуя в составе головной походной заставы, подпустил танки на близкое расстояние и огнем из ПТР поджег один из них, а в бою за Заводден (5 километров севернее города Алленштайн) уничтожил 2 станковых пулемёта. За этот подвиг 14 февраля 1945 года был награждён орденом Славы II степени приказом командующего войсками 2-го Белорусского фронта.
30 апреля 1945 года в ходе Берлинской операции пулемётчик Першаков в бою в 30 километрах к северо-западу от города Шведт (Германия), на подступах города Хинденберга (ныне Фельбёкен, (Германия)), заняв выгодную позицию, уничтожил много гитлеровцев. В этот же день 30 апреля 1945 года одним из первых ворвался на аэродром, где было захвачено 3 немецких самолета. Был тяжело ранен. За этот подвиг был награждён орденом Славы I степени от 29 июня 1945 года.
После демобилизации во второй половине 1945 года вернулся в город Ирбит, затем переехал в город Свердловск. Работал парикмахером.
Скончался 14 апреля 1973 года, похоронен на Нижнеисетском кладбище Екатеринбурга.

## Награды
За боевые подвиги был награждён:
- 14.07.1944 — орден Славы III степени (орден № 104373);
- 14.02.1945 — орден Славы II степени (орден № 13559);
- 29.06.1945 — орден Славы I степени (орден № 311).